# Thermoniphas alberici
Thermoniphas alberici is een vlinder uit de familie van de Lycaenidae. De wetenschappelijke naam van de soort is voor het eerst gepubliceerd in 1945 door Abel Dufrane.
De soort komt voor in Nigeria, Gabon, Congo-Kinshasa en Oeganda.